# Лессі повертається додому
«Ле́ссі поверта́ється додо́му» (англ. Lassie) — кольоровий фільм кіностудії Metro-Goldwyn-Mayer 1943 року створення за участі Родді Макдавелла і собаки-актора Пала. Розповідає про дружбу йоркширського хлопчика Джо Керраклафа і його колі Лессі. Фільм зняв режисер Фред М. Вілкокс за сценарієм Г'юґо Батлера, в основі якого був роман Еріка Найта «Лессі повертається додому» (1940). Фільм був першим у серії із семи фільмів MGM з Лессі в головній ролі.
Рімейк фільму 1943 року було створено в Англії 2005 року з назвою «Лессі» і мав помірний успіх.

## Сюжет
Англійське графство Йоркшир епохи Великої депресії, містер і місис Керраклаф (Дональд Крісп і Ельза Ланчестер) постраждали від складних часів, і змушені, продати свою колі Лессі (Пал), заможному герцогові Радлінгу (Найджел Брюс), що завжди захоплювався нею. Молодий Джо Керраклаф (Родді Макдавелл) засмучений утратою свого друга. Проте Лессі не хоче жити в герцога, і декілька разів повертається до Джо. Герцог нарешті відправляє Лессі до себе до дому в Шотландію за сотні миль. Там його внучка Прісцила (Елізабет Тейлор) відчуває горе собаки й організовує її втечу. Лессі вирушає в далеку дорогу додому до хлопчика, який любить її. Вона стикається з багатьма небезпеками в дорозі, ловцями собак і сильною бурею, проте й натрапляє на добрих людей, що пропонують їй допомогу й комфорт. Врешті, коли Джо стратив надію побачити собаку знову, втомлена Лессі повертається на своє улюблене місце відпочинку на шкільному подвір'ї. Там Лессі радісно возз'єдналась із хлопчиком, якого вона любить.

## У ролях
- Пал — Лессі, колі хлопчика, Джо Керраклафа. Пал указаний у титрах як «Лессі».
- Родді Макдавелл — Джо Керраклаф, Йоркширський школяр і хазяїн Лессі.
- Дональд Крісп — Сем Керраклаф, батько Джо.
- Ельза Ланчестер — пані Керраклаф, мати Джо.
- Найджел Брюс — герцог Радлінг, дід Прісцили.
- Елізабет Тейлор — Прісцила, молода дівчина, внучка герцога Радлінг, співчуває становищу Лессі.
- Мей Вітті — Даллі, літня жінка, що допомогла Лессі її дорогою додому, одружена з Деном Фодденом.
- Бен Вебстер — Ден Фодден, одружений з Даллі.
- Едмунд Гвен — Ровлі, який по-дружньому возиться з Лессі під час її походу.
- Дж. Пет О'Меллі — Хайнс
- Алан Нап'є — Джок
- Артур Шилдс — Ендрю
- Джон Роджерс — Снікерс
- Алек Крейг — Баклз
- Джордж Бротон — Аллен

## Створення
Фільм знімався в штаті Вашингтон і Монтереї, штат Каліфорнія, тоді як сцена порогів була знята на річці Сан-Хоакін.
Під час створення фільму, керівники MGM переглядали вже відзнятий матеріал і були так зворушені, що замовили більше сцен, які будуть додані до «цього чудового кінофільму».
Деякі джерела говорять, що на початку на головну роль була обрана колі-дівчинка, проте була замінена, коли собака почала надмірно линяти у виру зйомок фільму об літній порі. Дресирувальник Радд Везервокс замінив її на колі-хлопчика Пела. Пел був найнятий для виконання трюків швидко й успішно і, бувши чоловіком, здавався більш разючим у ролі. Та, проте інші джерела, наприклад стаття в 1943 Нью-Йорк Таймс, що написана в ту пору, коли фільм був у виробництві, говорить, що Пела обрав режисер Фредом Вілкокс після того, як попервах був відкинутий, тому що жоден інший собака не працював, "проявляючи людські риси характеру", які були знайдені в Пелі. Везервокс пізніше дістане всі права на бренд «Лессі» замість заробітної платні, яку винна була йому MGM.

## Прийом
Фільм було номіновано на премію Американської кіноакадемії за найкращу операторську роботу, колір, а тоді образ Лессі дістав зірку на Алеї слави в Голлівуді. 1993 року «Лессі повертається додому» було вибрано для збереження в Національному реєстрі фільмів у Бібліотеці Конгресу США як «культурно, історично або естетично вагомий».
Бослі Кровтер у Нью-Йорк Таймс від 8 жовтня 1943 однаково похвалив виконавців і продюсерів, зазначивши, що фільм "оповідає історію хлопчика й собаки, змалювавши її з такою гостротою і простою красою, що тільки холодне серце не може бути зворушеним".
Майже через 50 років після виходу фільму на екрани, журнал «Парад» розглянув його стійкий культурний вплив, цитуючи повідомлення Saturday Evening Post, де сказано, що фільм став початком «найбільш разючої собачої кар'єри в історії кіно». Лессі повертається додому також наводиться як культурний символ у книзі Джейн і Майкла Стерна Енциклопедія популярної культури (1992).

## Виноски
1. ↑  Variety film review; August 18, 1943, page 10.
2. ↑  Tony Thomas,  films of the forties http://books.google.com/books?title=The films of the forties {{citation}}: Пропущений або порожній |title= (довідка)
3. ↑  Lassie (History timeline). Classic Media. 2005. Архів оригіналу за 27 травня 2013. Процитовано 29 жовтня 2007.
4. 1 2  «Lassie a 'Lass-he'», Parade magazine, October 18, 1992, p. 22.
5. ↑  Diane Goodspeed, Happy tails across New Jersey, с. 126, архів оригіналу за 25 червня 2016, процитовано 31 травня 2013
6. ↑  Profile of a Collie. The New York Times. 28 лютого 1943. Архів оригіналу (PDF) за 8 листопада 2012. Процитовано 3 листопада 2009.
7. ↑  Collins, Ace. Lassie: A Dog’s Life. Penguin Books.
8. ↑  New York Times Review. Retrieved 26 September 2008.